# Placer (náutica)

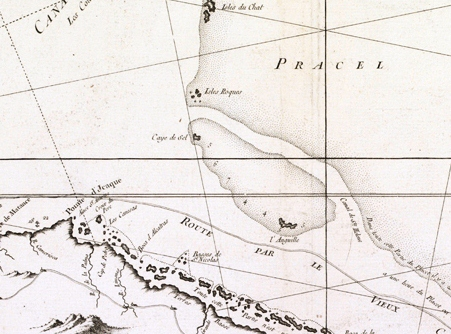
El Placer de los Roques marcado como Pracel en un mapa francés de 1762.

Placer (en portugués: parcel  o pracel , en inglés: placer) es un término utilizado por los navegantes y cartógrafos portugueses y españoles para referirse a un determinado tipo de banco o escollo coralino sumergido. Comúnmente el fondo de este tipo de escollos coralinos es arenoso, pero hay algunos en los que el fondo es fangoso o pedregoso . Aunque la mayoría de los escollos coralinos designados como placeres son planos y poco profundos, excepcionalmente hay algunos que no comparten esas características y son conocidos como placeres acantilados . Un placer suele proporcionar un fondeadero para buques que navegan por el mar. 

## Etimología
En castellano, la palabra placer en su tercera acepción significa banco de arena o depósito aluvial/de arena, de plassa (lugar) del latín medieval placea (lugar) la palabra origen para "lugar" y "plaza" en inglés. La palabra en español se deriva entonces de placea y se refiere directamente a un depósito aluvial o glaciar de arena o grava.
El navegante y explorador español Pedro Sarmiento de Gamboa escribió que el término placer probablemente se originó como un término derivado de la minería de placer en las Antillas, donde la pesca de perlas se realizaba principalmente en escollos de coral arenosos poco profundos, que se comparaban con los fondos arenosos de los ríos donde se encontraban pepitas de oro. 
Como la palabra placer en castellano significa 'banco de arena', según el científico del siglo XVI Juan Pérez de Moya un placer es todo banco sumergido y peligroso de poca profundidad. Moya afirma que los accidentes geográficos que recibieron esta denominación lo hicieron de manera irónica, pues sería todo menos un placer navegar por esas traicioneras aguas bajo el riesgo constante de encallar. Sin embargo, otros navegantes contradicen a Moya al afirmar que un fondo tan poco profundo proporcionaría a los navegantes un fondeadero muy bienvenido después de un largo viaje en mar abierto, pues en algunos placeres las aguas no eran tan agitadas como en el mar abierto. 

## Uso del término
El término aparece en las cartas náuticas castellanas como placer, aunque Pedro Sarmiento de Gamboa la escribe como placel . El término equivalente y derivado en la lengua portuguesa es pracel o parcel .  En la actualidad algunos de los nombres geográficos utilizados por los cartógrafos castellanos, como Placer de los Colorados, Placer de los Estudios, Placer de Playa Grande, Placer de Montechristi, Placer de Quatro Cayos, Placer de la Gallega, Placer de las Tortugas y Placer de los Siete Hermanos han quedado obsoletos o han sido reemplazados por términos ingleses en los Estados Unidos de América. Aun así, muchos otros placeres mencionados en los Manuales de Instrucciones de Navegación españoles del siglo XIX ni siquiera fueron nombrados.  No todos los placeres están en mar abierto; la Isla Cangrejos en el Delta del Orinoco fue descrita como poseedora de un placer que se extendía desde su punto NE compuesto de arena dura de color café molido. 
- Islas Paracel . Los navegantes portugueses, cuyos barcos frecuentaban el Mar de China Meridional ya a principios del siglo XVI, fueron los primeros en referirse a las Islas Paracel como Ilhas do Pracel. Los exploradores y cartógrafos franceses utilizaron los términos portugueses Pracel o Parcel. En el "Mapa de la costa de Tonquin y Cochinchina", realizado en 1747 por Pierre d'Hondt, el peligroso conjunto de escollos de las Islas do Pracel fue denominado "Le Paracel" . [5]
- Parcel de los Abrojos y Parcel das Paredes, en la zona del Archipiélago de Abrojos frente a la costa brasileña en el Océano Atlántico . [6]
- Placer de los Roques, también conocido como Banco Cay Sal . [7]
- Placer de la Serranilla, nombre histórico del Banco Serranilla . [8]
- Placer de la Víbora, antiguo nombre del Banco Pedro . [8]
- Placer de Rosalinda, nombre en español del Banco Rosalinda . [8]
- Placer de la Misteriosa, nombre español del Banco Misteriosa . [9]
- Placer de la Guaira, nombre español del Banco La Guaira . [10]
- Placer de los Caicos, nombre en español del Banco Caicos . [11]
- Placer de las Bóvedas, en el mar Mediterráneo al este de Estepona, un buen lugar para pescar y bucear .

### Cartografía
|  |  |  |